# Casa, dolce casa?
Casa, dolce casa? (The Money Pit) è un film statunitense del 1986 diretto da Richard Benjamin.
Prodotto da Steven Spielberg, è il remake del film La casa dei nostri sogni di Henry C. Potter del 1948.

## Trama
Due fidanzati, un avvocato e una violista, si trovano in difficoltà dopo che l'ex marito di lei, un affermato e ricco direttore d'orchestra, rientra dalla tournée, costringendoli a lasciar libera casa sua dove erano ospitati. A New York non è semplice trovare casa e Walter chiede aiuto a Jack, un amico appena uscito di prigione.
Attirati da un annuncio e desiderosi di metter su casa insieme, i due acquistano a prezzo stracciato una grande casa di campagna. Andati a vedere l'immobile, Walter e Anna sono accolti da una pittoresca signora, che ha estrema urgenza di vendere in quanto il marito è ricercato dai servizi segreti israeliani. Non potendo resistere al fascino della villa, i due decidono per l'acquisto.
La gestione dell'immobile si rivela però problematica e fa spendere soldi a palate per la ristrutturazione mettendo in crisi il loro rapporto, anche grazie al continuo intromettersi dell'ex marito di lei.
Alla fine, i vecchi proprietari vendono, con le solite motivazioni, un'altra lussuosa palazzina a Rio de Janeiro. Questa volta al padre di Walter che, anni prima, abbandonò il figlio lasciandolo pieno di debiti.

## Colonna sonora
Il brano della colonna sonora The Heart Is So Willing è stato scritto da Michel Colombier e Kathleen Wakefield.

## Curiosità
Il titolo originale del film è The Money Pit, traducibile come "stillicidio di denaro" o come "pozzo senza fondo", con riferimento alle spese di denaro.
Il film ha avuto un budget di circa 18 milioni di dollari, contro un incasso di ben 55.